# Marc-André Thinel
Vous lisez un « bon article » labellisé en 2012.
Pour les articles homonymes, voir Thinel.
Marc-André Thinel (né le 24 mars 1981 à Saint-Jérôme dans la province de Québec au Canada) est un joueur de hockey sur glace professionnel. Il est le frère jumeau de Sébastien également joueur de hockey professionnel. Après avoir fait ses débuts en Amérique du Nord, il est le 145e choix au total du repêchage d'entrée dans la Ligue nationale de hockey de 1999 par les Canadiens de Montréal.
N'ayant jamais joué dans la LNH et après quelques années dans les championnats mineurs, il rejoint pour la saison 2005-2006 l'équipe des Dragons de Rouen qui évolue dans la ligue Magnus en France. Avec les Dragons, il connaît la consécration en remportant et à plusieurs reprises tous les titres possibles de France : champion de France, coupe de la Ligue, Coupe de France et match des champions. Il gagne également la coupe continentale en 2012 et est sacré à deux reprises le meilleur pointeur du calendrier de la ligue Magnus.
Il prend sa retraite au terme de la saison 2019-2020 qui s'est vu écourtée en raison de la crise de coronavirus sévissant dans le monde.
Il rejoint par la suite l'encadrement des Dragons de Rouen qui remportent de nouveau la coupe Magnus en 2020-2021, 2022-2023 et 2023-2024.

## Biographie

### Ses débuts juniors

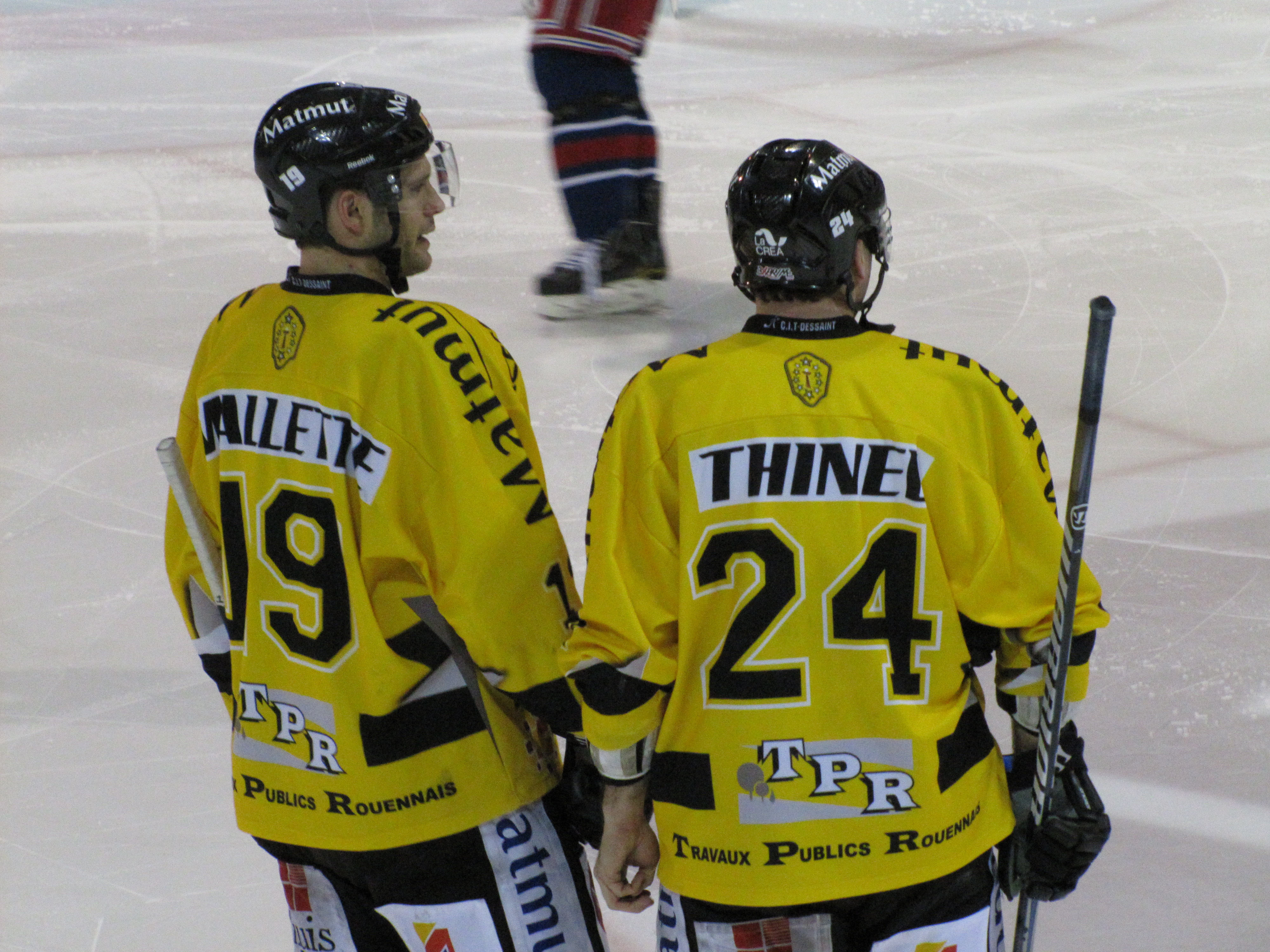
En 1997-1998, Carl Mallette et Thinel (ici de dos en 2012) font leurs débuts ensemble dans la Ligue de hockey junior majeur du Québec.

Marc-André Thinel débute avec les Régents de Laval-Laurentides-Lanaudière dans la ligue midget AAA en 1996-1997 ; il fait ses débuts par la suite dans les rangs junior en jouant dans la Ligue de hockey junior majeur du Québec pour les Tigres de Victoriaville lors de la 1997-1998. Lors de cette saison, il dispute cinquante-huit matchs du calendrier en inscrivant dix-sept points dont dix buts et évolue dans la même équipe que Carl Mallette. Les Tigres terminent deuxièmes de la saison dans leur division mais perdent dès le premier tour des séries éliminatoires en étant éliminés par le Titan Collège français de Laval, cinquième de la division. 
Lors de sa deuxième saison dans la ligue junior, alors que son frère jumeau, Sébastien, fait ses débuts avec l'équipe, Thinel termine deuxième meilleur pointeur de sa formation après Patrick Grandmaitre, huitième pointeur de la ligue. Une fois encore les joueurs de Victoriaville sont qualifiés pour les séries mais perdent au premier tour des séries contre les Olympiques de Hull.
À la fin de la saison, Marc-André Thinel participe au repêchage d'entrée dans la Ligue nationale de hockey et est choisi par les Canadiens de Montréal lors du cinquième tour, le 145e joueur choisi au total. Il ne rejoint pas pour autant les rangs de la LNH et continue dans son équipe junior. Lors de la saison 1999-2000, il se classe quatrième meilleur pointeur de la ligue avec cent-trente-deux points en soixante-et-onze rencontres alors que Victoriaville termine dernière équipe de leur division ; tout de même qualifiés pour les séries, les Tigres perdent au premier tour contre les Cataractes de Shawinigan. Sa saison est saluée par une sélection dans la première équipe d'étoiles de la LHJMQ.
Lors de la saison suivante, Thinel est une nouvelle fois dans le haut du classement des pointeurs avec la deuxième place derrière Simon Gamache, joueur des Foreurs de Val d'Or, et avec cent-cinquante points soit trente-quatre de moins que Gamache. Les Tigres sont deuxièmes de leur division et éliminent les Voltigeurs de Drummondville en première ronde avant de chuter au second tour en étant éliminés par Gamache et les siens. Thinel est élu dans la seconde équipe d'étoiles de la ligue junior.

### Carrière professionnelle en Amérique du Nord
Dès l'année suivante, il fait ses débuts dans la Ligue américaine de hockey avec les Citadelles de Québec, équipe affiliée aux Canadiens de Montréal. Son total de points chute avec ce passage dans une ligue de niveau plus élevé puisqu'au cours des soixante-treize rencontres qu'il joue, Marc-André Thinel ne compte que dix points dont six buts. Son équipe termine à la première place de sa division et Thinel ne dispute que deux des trois rencontres des séries de la Coupe Calder que jouent les Citadelles ; en effet, Québec perd dès la première ronde contre les Bulldogs de Hamilton. Lors de la saison suivante, il partage son temps entre l'ECHL et la LAH jouant soit avec les Men O' War de Lexington, nouvelle équipe de l'ECHL qui n'existe que cette saison, soit avec les Grizzlies de l'Utah. Il ne joue aucun match des séries des Men O' War et participe aux deux rencontres des séries des Grizzlies à la fin de la saison 2002-2003. L'équipe perd lors du tour de qualification contre les Penguins de Wilkes-Barre/Scranton.
En 2003-2004, Thinel partage encore une fois son temps entre deux équipes et change une nouvelle fois de formation : dans l'ECHL il joue pour les Cottonmouths de Columbus alors que dans la LAH, il joue sous les couleurs des Bulldogs de Hamilton. Son temps de jeu dans la LAH est limité à une quinzaine de rencontres de la saison puis aux dix matchs des séries alors que les Bulldogs perdent au deuxième tour contre les Americans de Rochester. Il joue encore une saison en Amérique du Nord dans la LAH mais il ne participe qu'à une soixantaine de matchs de la saison des Bulldogs sans prendre part aux quatre matchs des séries, quatre matchs perdus.

### Les Dragons de Rouen

#### La première saison et les premiers titres (2005-2006)

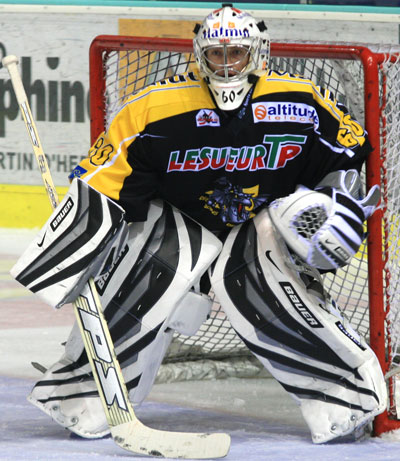
Ramón Sopko, gardien de Rouen aux côtés de Thinel entre 2005 et 2009.

Ne parvenant pas à se faire une place dans une équipe d'Amérique du Nord, Thinel décide de quitter son continent pour rejoindre son ami Carl Mallette qui vient de signer avec les Dragons de Rouen dans le championnat de France élite, la ligue Magnus. Même si les Canadiens lui proposent de rester au sein de leur organisation, il décide de maintenir sa décision et rejoint l'équipe entraînée par Guy Fournier. Dès son premier match sous ses nouvelles couleurs lors du championnat de France, Thinel inscrit un but au bout d'une cinquantaine de secondes sur une passe de Mallette en trompant le gardien du Chamonix Hockey Club ; du côté de Rouen, le nouveau gardien Ramón Sopko réalise un blanchissage alors que Rouen s'impose 9-0. À la fin de la saison régulière, Rouen se place à la première position du classement avec cinquante-et-un points pour vingt-deux victoires, trois victoires en prolongation et un match nul ; au niveau des pointeurs, trois joueurs de Rouen se suivent en tête du classement : Mallette avec soixante points, Thinel avec deux points de moins et enfin Éric Fortier troisième avec quarante-neuf réalisations. Au cours de la saison, Rouen participe également à la coupe de France mais l'équipe est éliminée après une défaite en quart de finale contre les joueurs d'Anglet Hormadi Élite malgré un doublé de Thinel.
Lors des séries éliminatoires de la ligue Magnus, le club de Rouen élimine au premier tour les Ducs d'Angers trois rencontres à zéro puis il fait subir le même sort aux Ducs de Dijon en demi-finale. En finale, les Dragons jouent contre les Gothiques d'Amiens et ils terminent leur saison en remportant les trois rencontres 5-3, 5-1 et 3-1 dont un but de Thinel lors du dernier match. Avec douze points lors des séries, Thinel est élu dans la première ligne des étoiles de la ligue par les journalistes.

#### Le meilleur pointeur de la ligue Magnus (2006-2007)
Au début de la saison suivante, Mallette quitte Rouen pour rejoindre le club du HC TWK Innsbruck en Autriche mais Thinel décide de rester jouer avec le club de Normandie alors que Sébastien, son frère jumeau, arrive au sein de l'effectif et Julien Desrosiers est le troisième joueur du nouveau trio canadien de Rouen. Marc-André Thinel devient l'assistant capitaine de Daniel Carlsson. Lors du troisième match de la saison contre le Grenoble Métropole Hockey 38 les frères Thinel montrent leur complémentarité alors qu'ils inscrivent quatre buts et une passe pour Sébastien et trois passes et un but pour Marc-André. Rouen joue son dernier match contre Anglet le 20 février et les Dragons s'imposent sur le score 11-4 ; comme bien souvent au cours de la saison, les frères Thinel dominent la feuille de match : Sébastien est présent sur tous les buts comptant six aides et cinq buts alors que Marc-André compte également six aides. Quelques matchs avant la fin de la saison, Thinel porte occasionnellement le titre de capitaine de l'équipe ; il remporte le trophée Charles-Ramsay en tant que meilleur pointeur de la ligue avec cinquante-six points, un de plus que son frère. Malgré cette domination des frères canadiens, l'équipe ne se classe qu'à la quatrième place du classement de la saison régulière ; Rouen bat Angers en quart de finale mais est éliminé en demi-finale par les Pingouins de Morzine.
Les Dragons passent plusieurs tours de la coupe de France 2006-2007 mais ils sont éliminés en demi-finale par les Ducs d'Angers. La Fédération française de hockey sur glace décide de mettre en place une nouvelle compétition, une coupe de la Ligue qui se déroule entre les quatorze équipes de ligue Magnus et les deux meilleures du championnat de division 1, deuxième niveau national ; la finale oppose les Dragons aux Brûleurs de Loup de Grenoble sur la patinoire de Méribel le 2 janvier et Grenoble remporte cette première édition de la coupe de la Ligue en s'imposant 2-1.

#### Une nouvelle fois champion (2007-2008)

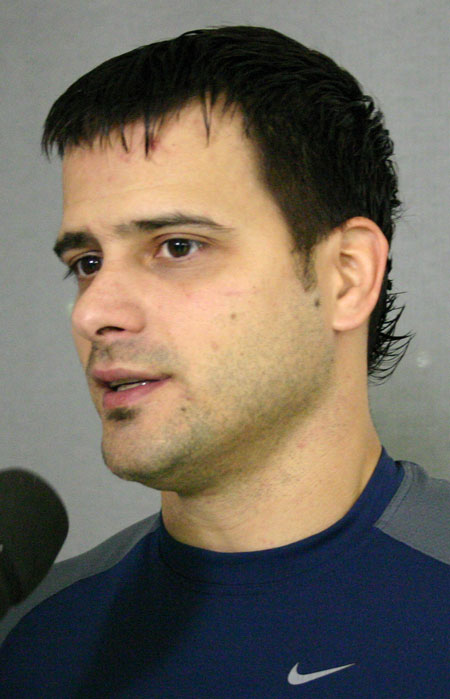
Éric Doucet et Thinel jouent ensemble pendant quatre saisons à Rouen.

Sébastien Thinel ne joue qu'une seule saison avec Rouen car sa femme, originaire du Texas, a le mal du pays ; il retourne jouer pour les Jackalopes d'Odessa dans la ligue centrale de hockey alors que Mallette est de retour dans l'effectif du club pour le championnat 2007-2008. À la suite des vingt-six matchs de la saison régulière, Rouen termine à la première place du classement alors que quatre Dragons sont en tête des meilleurs pointeurs de la ligue : Thinel est premier avec soixante points suivi par Mallette, Éric Doucet et Desrosiers qui sont juste derrière avec un seul point de moins.
Au cours de la saison, les Dragons disputent la finale de la coupe de la Ligue 2008 qui est jouée encore une fois à Méribel, cette fois contre les Diables rouges de Briançon le 2 janvier 2008. Les deux équipes ne se départagent qu'en prolongation puisqu'au terme du temps réglementaire, elles sont à égalité trois buts partout ; finalement, Rouen l'emporte après deux minutes de prolongation après un but de Mallette. L'équipe normande joue également la finale de la coupe de France contre Grenoble le 17 février au Palais omnisports de Paris-Bercy ; Grenoble remporte la coupe à la suite des tirs au but : Thinel concrétise son tête-à-tête face à Eddy Ferhi mais Doucet rate le septième tir.
Lors des séries éliminatoires de la ligue Magnus, Rouen élimine en quart de finale Dijon, huitième de la saison, en trois matchs. Les Dragons battent également Angers en trois rencontres et sont opposés en finale aux Diables rouges de Briançon. Rouen remporte un nouveau titre de champion de France en gagnant les trois matchs 7-3, 4-2 et 6-4, Thinel inscrivant trois points lors du premier match de la finale, trois de plus au cours du deuxième puis deux lors de la dernière rencontre. Avec vingt-deux points lors des séries, Thinel est le quatrième pointeur derrière ses coéquipiers : Desrosiers, Mallette et Doucet ; avec dix-sept passes, il est le meilleur passeur décisif de la phase finale.

#### La coupe Continentale (2008-2009)
Thinel joue toujours avec les Dragons pour le championnat 2008-2009 mais connaît, en décembre, des douleurs aux adducteurs, ce qui lui fait manquer trois rencontres sur l'ensemble du calendrier. Avec cinquante-six points, il termine malgré tout cinquième pointeur de la saison et troisième rouennais ; Jean-François Dufour, joueur de Briançon, est le meilleur de la ligue avec cinquante-huit réalisations, devant Doucet et Miroslav Pažák (Gothiques d'Amiens) qui comptent cinquante-sept points et ensuite Desrosiers et Thinel à égalité. Thinel compte tout de même quarante-quatre passes décisives pour le meilleur total du championnat. D'un point de vue collectif, l'équipe de Rouen se classe à la troisième place de la saison et, étant exemptée du premier tour, elle entre dans les séries directement en quarts de finale contre les Dauphins d'Épinal ; ces derniers sont balayés en trois matchs par les Dragons qui chutent en demi-finale en trois matchs seulement contre les joueurs de Grenoble. Lors des coupes nationales, Rouen est à chaque fois éliminée en demi-finale que cela soit par Grenoble en coupe de France ou par Briançon en coupe de la Ligue. Thinel est tout de même élu dans la sélection des meilleurs joueurs étrangers du championnat de France.
En tant que champions en titre, les joueurs des Dragons participent au cours de la saison à la coupe Continentale ; l'équipe des Dragons est directement qualifiée pour la phase finale qui se joue à Rouen dans la patinoire de l'île Lacroix. Elle débute mal pour les Dragons qui perdent 3-1 contre le club italien du Hockey Club Bolzano. Le deuxième match de Rouen se solde par une victoire 6-4 contre le club du Keramin Minsk de Biélorussie ; au cours de cette victoire, le joueur canadien inscrit un triplé et réalise également deux passes décisives. La troisième équipe participant à la finale est le club slovaque du MHC Martin et pour espérer être sacré champion, Rouen doit s'imposer avec plus de quatre buts de différence, Bolzano ayant battu 7-1 Minsk quelques heures plus tôt dans l'après-midi. Rouen prend finalement le meilleur sur les Slovaques avec le but de la victoire inscrit par Thinel une cinquantaine de secondes avant la fin du match ; malgré cette victoire 5-4 de Rouen et deux buts de Thinel, Martin est sacré champion de la coupe Continentale avec un différentiel de +3 dans les confrontations directes contre -1 pour Rouen et -2 pour Bolzano. Thinel est désigné meilleur attaquant du tournoi.

#### De nouveaux trophées (2009-2010)

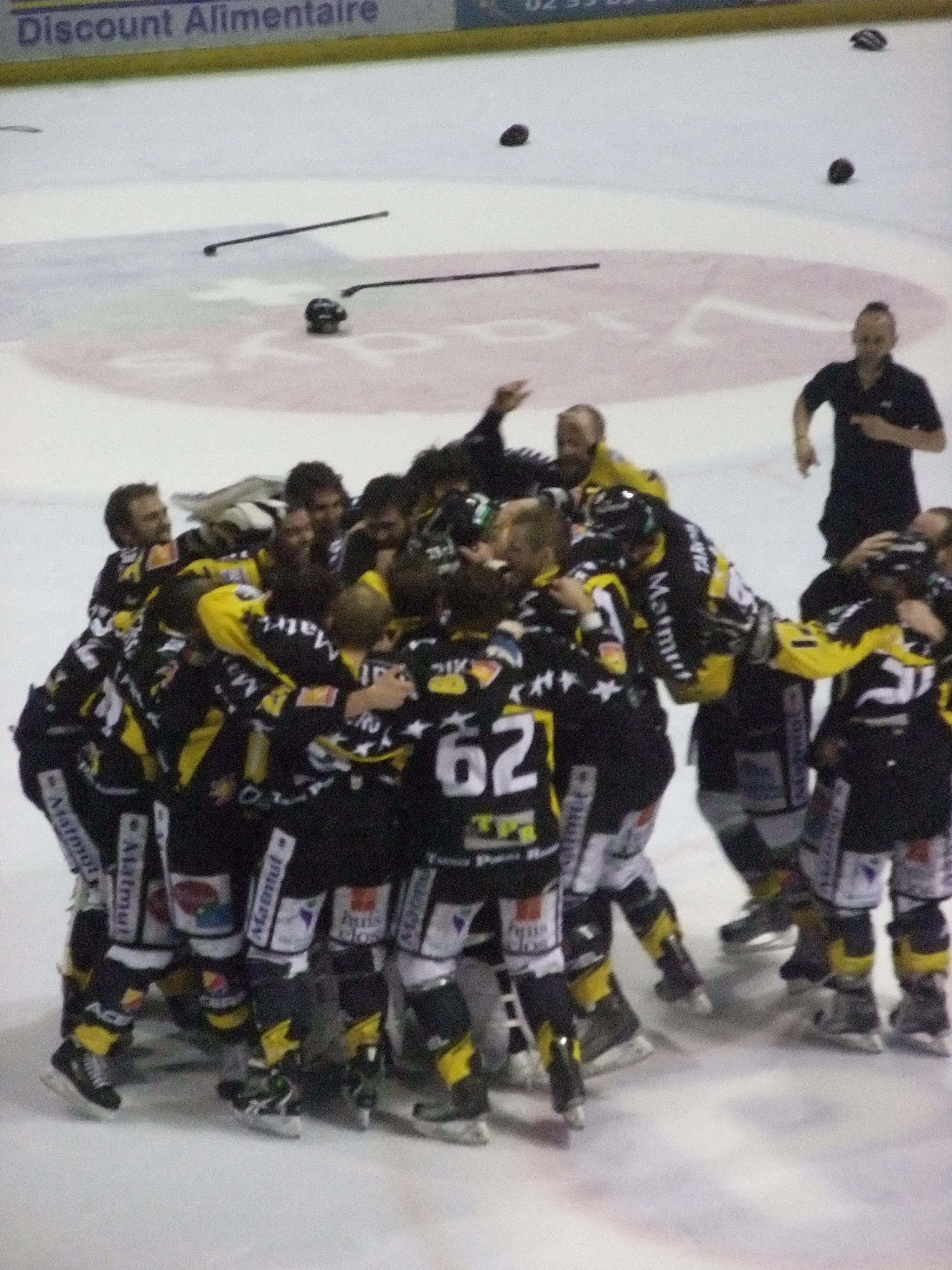
Les Dragons de Rouen remportent leur dixième coupe Magnus

Les Dragons de Rouen jouent la finale de la coupe de la Ligue le 29 décembre 2009 contre les Brûleurs de Loups de Grenoble après avoir battu Amiens 10-3 – avec six points pour Thinel – et 4-2 puis Briançon 3-2 et 3-1. La finale se joue sur une seule rencontre et Rouen mène 4-0 au début de la troisième période ; les Dragons remportent leur deuxième coupe de la Ligue sur le score de 6-4, Thinel réalisant deux passes décisives pour Carl Mallette.
Les joueurs de Rouen tentent de remporter un deuxième trophée en jouant la finale de la coupe de France contre Briançon après avoir écarté Neuilly-sur-Marne 6-2, Courbevoie 11-1, Mulhouse 8-0 et enfin Angers 7-0. Les deux équipes terminent le temps réglementaire avec un but chacune : Luc Tardif Junior pour Rouen contre Marc-André Bernier pour Briançon ; la prolongation ne suffit pas à les départager et finalement ce sont les joueurs de Briançon qui l'emportent après les tirs de fusillade, Thinel manquant son lancer.
Les Dragons de Rouen terminent la saison 2009-2010 à la première place du classement avec dix-neuf victoires en vingt-six rencontres ; Thinel est le troisième pointeur de l'équipe et le septième de la ligue : il compte quarante-cinq points contre soixante-et-un pour Jonathan Bellemare d'Angers. L'équipe est directement qualifiée pour les quarts de finale des séries éliminatoires où elle élimine en trois rencontres les Chamois de Chamonix. Elle rencontre ensuite les Brûleurs de Loup de Grenoble qu'elle bat également en trois rencontres, le dernier match se soldant sur le score de 3-2 après la séance de tirs au but ; lors de cette rencontre, Mallette inscrit les deux buts des siens, à chaque fois avec Thinel et Doucet comme assistants. En finale de la coupe Magnus, les Dragons perdent les deux premières rencontres sur leur glace contre Angers, 1-2 et 2-4 ; ils se reprennent par la suite en remportant les trois rencontres qu'il reste dans la série et mettent la main sur une nouvelle coupe Magnus, la dixième de leur histoire. Thinel s'illustre particulièrement lors de la quatrième rencontre, une victoire 6-1 des siens, en réalisant trois passes décisives et ajoutant un but à son compteur de points. Avec dix-sept points en onze rencontres, il est le troisième pointeur des séries derrière Mallette et Bellemare.

#### La quatrième coupe Magnus (2010-2011)
Rouen commence le championnat 2010-2011 par le match des champions 2010 au début de septembre ; le match oppose les Dragons aux joueurs d'Angers qui sont privés de leur entraîneur, Alain Vogin, qui s'est suicidé un mois plus tôt. Les Dragons emportent leur premier titre de la saison en battant Angers aux tirs de fusillade sur le score de 3-2. En coupe de la Ligue, les Dragons de Rouen disputent la demi-finale contre Briançon après avoir perdu le premier match 6-1 ; ils remportent la rencontre retour 4-2 mais la différence de but joue en faveur de Briançon qui accède ainsi à la finale.
En tant que championne de France, l'équipe de Rouen joue la coupe Continentale et entre dans la compétition lors du troisième tour. Le groupe D se joue à Rouen entre les équipes suivantes : Coventry Blaze (Royaume-Uni), le Liepājas Metalurgs (Lettonie), le KS Cracovia Kraków (Pologne), vainqueur du Groupe B, et Rouen. Rouen perd le premier match contre l'équipe de Cracovie 2-1 en prolongation avec un but de Rouen sur une passe décisive de Thinel pour une réalisation de Julien Desrosiers. Les Dragons se reprennent en battant Liepâja 4-1 avec deux nouvelles passes de Thinel puis Coventry 7-3 avec cette fois, trois assistances du Québécois. En se classant ainsi premier du groupe D, Rouen gagne sa place pour la Super-finale prévue entre le 14 et le 16 janvier 2011 à Minsk en Biélorussie mais Thinel ne participe à aucune des rencontres en raison d'une blessure aux adducteurs ; Rouen perd les trois rencontres sur les scores de 6-1 face au EC Red Bull Salzbourg, 4-2 face au HK Iounost Minsk et 3-2 face au SønderjyskE Ishockey.
Le 30 janvier 2011, les Dragons jouent leur deuxième grand évènement de la saison en participant à la finale de la coupe de France et sont opposés une nouvelle fois à Angers. Les deux équipes ne parviennent pas à se départager à l'issue du temps réglementaire mais Rouen remporte son deuxième trophée de la saison grâce à l'unique tir de fusillade inscrit par Mallette. Premiers de la saison régulière à l'issue du calendrier de la ligue Magnus, les Dragons sont directement qualifiés pour les quarts de finale des séries éliminatoires ; à la fin de la saison, ils comptent vingt victoires et n'ont pas perdu en championnat depuis le 8 janvier 2011. Rouen remporte une nouvelle fois la coupe Magnus en remportant à chaque fois les trois rencontres contre Morzine-Avoriaz, Amiens et enfin Strasbourg en finale. David Cayer et Ján Cibuľa, deux joueurs de Strasbourg, finissent devant Thinel au classement des pointeurs lors des séries avec dix-huit et dix-sept buts respectivement contre quinze pour le joueur de Rouen.

#### Vainqueur de la Coupe Continentale (2011-2012)

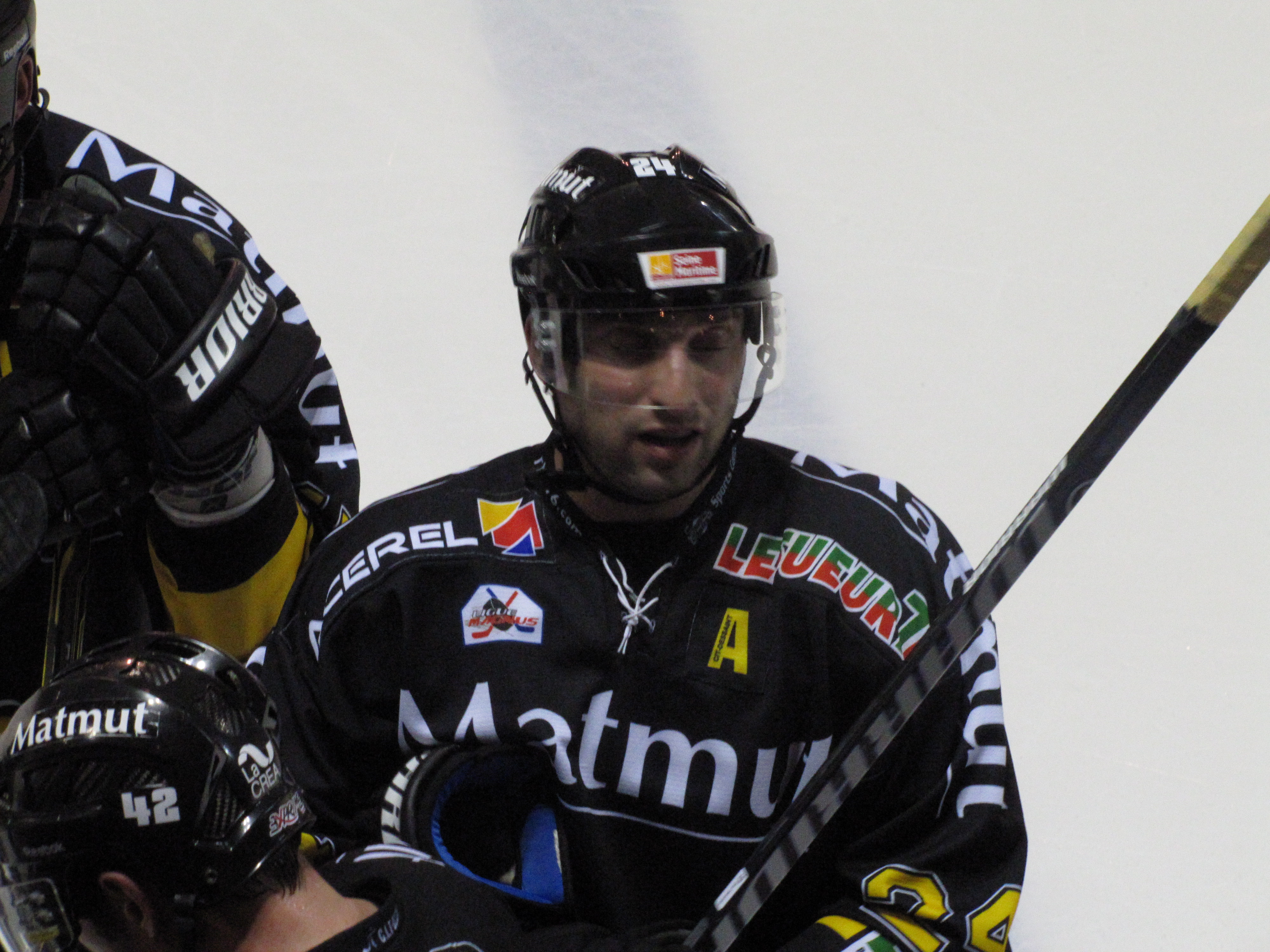
Thinel lors de la coupe Continentale de 2012.

Le 13 avril 2011, Thinel signe une prolongation pour trois nouvelles saisons avec le RHE. Les Dragons perdent le premier titre de la saison, en s'inclinant sur le score de 6-1 contre les joueurs de Grenoble lors de l'édition 2011 du match des Champions, puis un deuxième en perdant en demi-finales de la coupe de la Ligue contre Briançon, le futur champion.
En janvier 2012, la patinoire de l'Île Lacroix accueille la finale de la coupe Continentale ; Rouen est directement qualifié pour la super finale, en compagnie du club biélorusse du HK Iounost Minsk, vainqueur de l'édition précédente. Les deux autres équipes à jouer la super finale sont les clubs du Donbass Donetsk en Ukraine et du HC Asiago d'Italie. Les Rouennais s'imposent lors du premier match joué, contre Asiago, sur le score de 6-0 avec un blanchissage de Fabrice Lhenry ; bien que ratant deux lancers de pénalité, Thinel inscrit son nom une fois sur la feuille de match pour une passe décisive. Il inscrit un nouveau point en marquant le premier but des siens lors du deuxième match contre Minsk mais Rouen s'incline tout de même sur le score de 4-2.
Le dernier match joué oppose les Dragons aux joueurs ukrainiens de Donetsk qui n'ont alors besoin que d'un match nul pour remporter le titre. Après une première période sans but, Rouen inscrit le premier but de la rencontre après trois minutes dans la deuxième période, un but de François-Pierre Guénette assisté de Desrosiers et de Thinel. Ce dernier double la marque puis après un but de Donetsk, il inscrit un second but, moins de deux minutes avant la fin du deuxième tiers temps. Au bout de dix minutes dans les vingt dernières minutes de jeu, les supporters du Donbass voient leur équipe réduire l'écart mais finalement avec moins de trois minutes à jouer dans le match, Mallette puis Desrosiers scellent la victoire des leurs et le titre de vainqueur de la Coupe Continentale ; Thinel, auteur de quatre points au cours de la rencontre et de six au total, finit troisième meilleur pointeur de la super finale, derrière Mallette et Desrosiers, mais il est sacré meilleur attaquant de la compétition.
Une quinzaine de jours après la finale de la Coupe Continentale, les Dragons et Thinel jouent la finale de la Coupe de France à Bercy ; quelques jours avant le match le gardien numéro un de l'équipe, Lhenry se blesse au cours d'une rencontre contre Strasbourg et il est remplacé par Sebastian Ylönen. À moins de cinq minutes de la fin du premier tiers-temps, Rouen ouvre le score sur un but de Thinel mais l'adversaire du soir, Dijon, revient au score puis prend de l'avance. À la fin du temps réglementaire, les deux équipes se tiennent à égalité, six buts partout avec les premier et dernier buts de Rouen inscrits par Thinel, ce dernier comptant également deux passes décisives. Moins de deux minutes après les débuts de la prolongation, Nicolas Ritz, joueur de Dijon, prive Rouen d'un nouveau trophée en trompant Ylönen.
À la fin de la saison régulière 2011-2012, les Dragons terminent à la première place du classement avec quarante-et-un points ; avec quarante-quatre points au cours de la saison, Thinel est le quatrième pointeur de la Ligue Magnus et il est élu troisième meilleur joueur étranger de la saison, Martin Gascon étant le meilleur joueur étranger désigné par L'Équipe. Au cours des séries, les Dragons passent les deux premiers tours pour jouer la finale contre les Brûleurs de Loups de Grenoble ; les deux équipes se neutralisent lors des quatre premières rencontres mais Rouen remporte son douzième titre, le troisième consécutif, en gagnant les deux rencontres suivantes dont la dernière par un blanchissage de Lhenry sur le score de 4-0. Thinel inscrit le premier but de la dernière rencontre.

#### Une nouvelle fois champion de France (2012-2013)

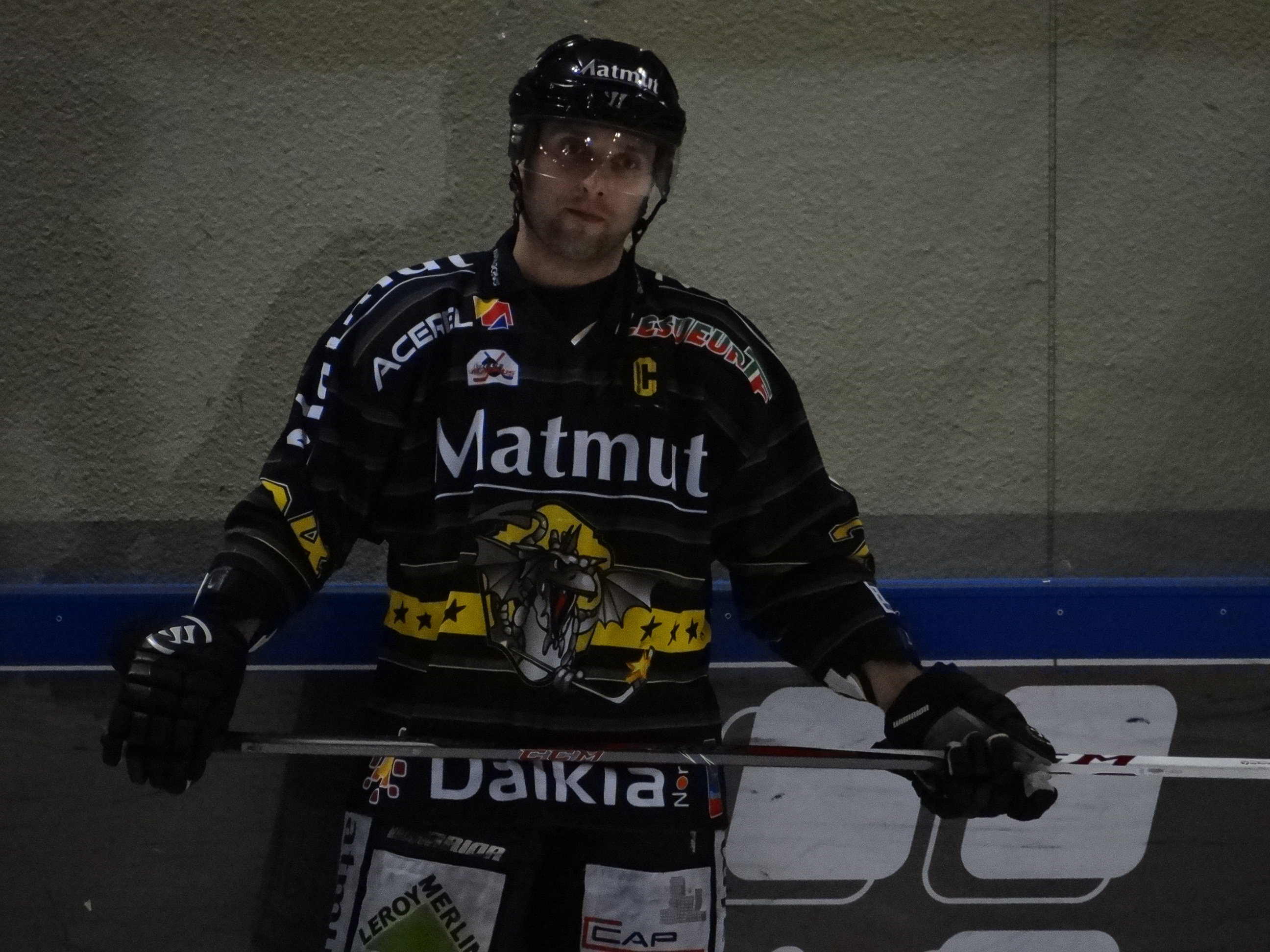
En 2013, Thinel est le capitaine des Dragons

Mallette quitte l'équipe de Rouen au cours de l'été 2012 et rejoint son club formateur des Tigres de Victoriaville pour devenir membre de l'équipe des entraîneurs de Victoriaville. Thinel est alors nommé capitaine de l'équipe pour les matchs de préparation de la saison 2012-2013 alors que les Dragons remportent leur premier titre de la saison en battant Dijon 3-1 lors du match des champions le 8 septembre 2012.
Le 26 décembre 2012, il mène son équipe à un nouveau titre : la Coupe de la Ligue. Les Rouennais s'imposent sur le score de 4-3 après prolongation après avoir été mené 3-1 par Angers à moins de cinq minutes de la fin du temps réglementaire. Thinel inscrit le premier but de la soirée pour Rouen et Julien Desrosiers permet à Rouen de l'emporter en inscrivant le but de l'égalisation puis le but de la victoire au bout de huit minutes de prolongation. Deux semaines après ce deuxième trophée de la saison, les deux équipes se rencontrent une nouvelle fois pour la demi-finale de la Coupe de France 2012-2013 ;  les Angevins éliminent les Dragons sur le score sans partage de 3-0.
Trois jours après cette déconvenue, les Dragons se rendent à Donetsk en Ukraine pour la finale de la Coupe continentale. Ils remportent le premier match contre le Hockey Club Bolzano 6-1, avec un but et deux passes de Thinel, mais ils perdent les deux matchs suivant contre le Metallourg Jlobine 3-1 puis 7-1 contre les futurs vainqueurs du Donbass Donetsk.
L'équipe de Rouen se classe à la fin de la saison régulière à la deuxième place du classement, juste derrière les Ducs. Les Dragons éliminent en quart de finale les Pingouins de Morzine trois matchs à un ; lors du premier match sur le score de 5-2 avec deux buts et une aide par Thinel. En demi-finale, les joueurs de Rouen éliminent les Diables rouges de Briançon qu'ils éliminent également en quatre rencontres. La finale 2012-2013 de la Coupe Magnus oppose les Dragons aux Ducs d'Angers. Ces derniers ayant terminé la saison devant ont l'avantage de la glace et ainsi les deux premières rencontres de la saison sont jouées sur la glace d'Angers. Rouen gagne les deux parties mais concède par la suite les deux confrontations suivantes à domicile. Ainsi, au bout de quatre rencontres, les deux formations sont à égalité deux matchs partout et elles se partagent les deux victoires suivantes. Un septième match est joué le 9 avril 2013 dans la Patinoire du Haras. Les deux équipes ne parviennent pas à se départager au cours du temps réglementaire et finalement Guénette offre une quatrième Coupe consécutive aux Dragons au bout d'un peu plus d'un minute de prolongation.

#### 2013-2014
Comme lors des années précédentes, les Dragons de Rouen jouent leur premier match de la saison lors du match des Champions. Les Diables rouges de Briançon, vainqueurs de la Coupe 2012-2013, sortent vainqueurs de la confrontation sur le score de 4-2 malgré le premier but rouennais inscrit par Thinel. Lors la 17e journée du championnat de France 2013-2014, les joueurs de Rouen affrontent les Ours de Villard-de-Lans. Les Dragons s'imposent sur le score de 6-3 alors que leur capitaine compte deux points. Il devient ainsi le premier joueur depuis 2004-2005 à dépasser la barre des 550 points, toutes compétitions confondues. Il compte 149 buts et 275 aides en saison régulière plus 52 buts et 74 assistances en séries éliminatoires.
Les Dragons de Rouen jouent la finale de la Coupe de la Ligue 2013-2014 le 2 janvier contre l'équipe de Chamonix ; Thinel inscrit le dernier but de son équipe, en cage vide, lors d'une nouvelle conquête de la Coupe avec une victoire 6-4. Quelques jours plus tard, les Dragons jouent la finale de la Coupe continentale. Ils sont battus d'entrée de jeu par l'équipe de l'Associazione Sportiva Asiago Hockey sur le score de 6-0 puis perdent 6-2 le lendemain contre Stavanger Oilers. Lors de cette deuxième défaite, les deux buts de Rouen sont inscrits par leur capitaine. Les joueurs locaux parviennent finalement à remporter leur unique rencontre face au Donbass Donetsk aux tirs de fusillade, les deux équipes finissant la partie avec trois buts chacune. Thinel inscrit un nouveau doublé et termine meilleur réalisateur du tournoi.
En janvier, les Rouennais perdent la finale de la Coupe de France sur le score de 4-0 face à Angers. Premiers de la saison régulière, les Rouennais éliminent les joueurs de Chamonix en quart-de-finale des séries avant de jouer leur demi-finale contre les Ducs d'Angers. Ce sont ces derniers qui vont se qualifier en ayant remporté les deux premiers matchs de la série sur la glace de Rouen et une dernière victoire 4-1 lors du sixième match de la série.

## Statistiques
| Saison       | Équipe                                  | Ligue        |     | Saison régulière | Saison régulière | Saison régulière | Saison régulière | Saison régulière |    | Séries éliminatoires | Séries éliminatoires | Séries éliminatoires | Séries éliminatoires | Séries éliminatoires |
| Saison       | Équipe                                  | Ligue        | PJ  | B                | A                | Pts              | Pun              | PJ               | B  | A                    | Pts                  | Pun                  |                      |                      |
| 1996-1997    | Régents de Laval-Laurentides-Lanaudière | Midget AAA   | 40  | 12               | 10               | 22               |                  | 13               | 0  | 5                    | 5                    |                      |                      |                      |
| 1997-1998    | Tigres de Victoriaville                 | LHJMQ        | 58  | 7                | 10               | 17               | 20               | 6                | 0  | 3                    | 3                    | 4                    |                      |                      |
| 1998-1999    | Tigres de Victoriaville                 | LHJMQ        | 66  | 45               | 58               | 103              | 16               | 6                | 5  | 3                    | 8                    | 4                    |                      |                      |
| 1999-2000    | Tigres de Victoriaville                 | LHJMQ        | 71  | 59               | 73               | 132              | 55               | 6                | 5  | 6                    | 11                   | 18                   |                      |                      |
| 2000-2001    | Tigres de Victoriaville                 | LHJMQ        | 70  | 62               | 88               | 150              | 101              | 13               | 12 | 13                   | 25                   | 18                   |                      |                      |
| 2001-2002    | Citadelles de Québec                    | LAH          | 73  | 6                | 4                | 10               | 8                | 2                | 0  | 0                    | 0                    | 0                    |                      |                      |
| 2002-2003    | Men O' War de Lexington                 | ECHL         | 27  | 14               | 14               | 28               | 6                |                  |    |                      |                      |                      |                      |                      |
| 2002-2003    | Grizzlies de l'Utah                     | LAH          | 44  | 5                | 15               | 20               | 10               | 2                | 0  | 0                    | 0                    | 0                    |                      |                      |
| 2003-2004    | Cottonmouths de Columbus                | ECHL         | 47  | 17               | 25               | 42               | 32               |                  |    |                      |                      |                      |                      |                      |
| 2003-2004    | Bulldogs de Hamilton                    | LAH          | 14  | 1                | 1                | 2                | 2                | 10               | 1  | 0                    | 1                    | 6                    |                      |                      |
| 2004-2005    | Bulldogs de Hamilton                    | LAH          | 58  | 8                | 13               | 21               | 8                |                  |    |                      |                      |                      |                      |                      |
| 2005-2006    | Dragons de Rouen                        | Ligue Magnus | 26  | 27               | 31               | 58               | 88               | 9                | 7  | 5                    | 12                   | 30                   |                      |                      |
| 2006-2007    | Dragons de Rouen                        | Ligue Magnus | 25  | 21               | 35               | 56               | 91               | 8                | 9  | 5                    | 14                   | 30                   |                      |                      |
| 2007-2008    | Dragons de Rouen                        | Ligue Magnus | 26  | 25               | 35               | 60               | 20               | 9                | 5  | 17                   | 22                   | 4                    |                      |                      |
| 2008-2009    | Dragons de Rouen                        | Ligue Magnus | 23  | 12               | 44               | 56               | 39               | 6                | 4  | 4                    | 8                    | 18                   |                      |                      |
| 2009-2010    | Dragons de Rouen                        | Ligue Magnus | 26  | 13               | 32               | 45               | 41               | 11               | 6  | 11                   | 17                   | 16                   |                      |                      |
| 2010-2011    | Dragons de Rouen                        | Ligue Magnus | 20  | 13               | 20               | 33               | 18               | 9                | 6  | 9                    | 15                   | 18                   |                      |                      |
| 2011-2012    | Dragons de Rouen                        | Ligue Magnus | 26  | 18               | 26               | 44               | 32               | 15               | 10 | 12                   | 22                   | 12                   |                      |                      |
| 2012-2013    | Dragons de Rouen                        | Ligue Magnus | 26  | 14               | 28               | 42               | 10               | 14               | 7  | 9                    | 16                   | 63                   |                      |                      |
| 2013-2014    | Dragons de Rouen                        | Ligue Magnus | 26  | 9                | 30               | 39               | 34               | 9                | 6  | 4                    | 10                   | 6                    |                      |                      |
| 2014-2015    | Dragons de Rouen                        | Ligue Magnus | 18  | 12               | 18               | 30               | 18               | 4                | 2  | 2                    | 4                    | 4                    |                      |                      |
| 2015-2016    | Dragons de Rouen                        | Ligue Magnus | 26  | 14               | 20               | 34               | 22               | 15               | 5  | 6                    | 11                   | 4                    |                      |                      |
| 2016-2017    | Dragons de Rouen                        | Ligue Magnus | 44  | 21               | 22               | 43               | 14               | 19               | 11 | 9                    | 20                   | 12                   |                      |                      |
| 2017-2018    | Dragons de Rouen                        | Ligue Magnus | 44  | 18               | 38               | 56               | 24               | 15               | 3  | 5                    | 8                    | 4                    |                      |                      |
| 2018-2019    | Dragons de Rouen                        | Ligue Magnus | 44  | 14               | 38               | 52               | 10               | 16               | 2  | 10                   | 12                   | 6                    |                      |                      |
| 2019-2020    | Dragons de Rouen                        | Ligue Magnus | 39  | 13               | 26               | 39               | 16               | 4                | 0  | 1                    | 1                    | 2                    |                      |                      |
| Totaux Rouen | Totaux Rouen                            | Totaux Rouen | 439 | 244              | 443              | 687              | 477              | 163              | 81 | 111                  | 192                  | 229                  |                      |                      |

## Trophées et honneurs personnels
- 1999-2000 : sélectionné dans la première équipe d'étoiles de la LHJMQ
- 2000-2001 : sélectionné dans la seconde équipe d'étoiles de la LHJMQ
- 2005-2006 :
  - champion de la ligue Magnus avec le RHE 76
  - sélectionné dans la première équipe d'étoiles de la ligue Magnus
  - élu dans la sélection des meilleurs joueurs étrangers
- 2006-2007 :
  - trophée Charles-Ramsay du meilleur pointeur de la ligue Magnus
  - élu dans la sélection des meilleurs joueurs étrangers
- 2007-2008 :
  - trophée Charles-Ramsay
  - meilleur passeur des séries éliminatoires
  - élu dans la sélection des meilleurs joueurs étrangers
  - champion avec le RHE 76
- 2008-2009
  - meilleur passeur de la ligue Magnus avec le RHE 76
  - meilleur attaquant de la coupe Continentale
  - élu dans la sélection des meilleurs joueurs étrangers
- 2009-2010 :
  - Coupe de la Ligue avec le RHE 76
  - élu dans la sélection des meilleurs joueurs étrangers
  - champion avec le RHE 76
- 2010-2011 :
  - Match des champions avec le RHE 76
  - Coupe de France avec le RHE 76
  - champion avec le RHE 76
- 2011-2012 :
  - meilleur attaquant de la coupe Continentale
  - champion de la coupe Continentale avec le RHE 76
  - champion avec le RHE 76
- 2012-2013 :
  - Match des champions avec le RHE 76
  - Coupe de la Ligue avec le RHE 76
  - champion avec le RHE 76
- 2013-2014 :
  - Coupe de la Ligue avec le RHE 76
- 2014-2015 :
  - Coupe de France avec le RHE 76
- 2015-2016 :
  - Match des Champions avec le RHE 76
  - Coupe de France avec le RHE 76
  - Champion de la Coupe Continentale avec le RHE 76
  - Meilleur attaquant de la Finale de la Coupe Continentale
  - champion avec le RHE 76
- 2016-2017 :
  - Match des Champions avec le RHE 76